# Penama
Penama – prowincja Vanuatu. Jej nazwa pochodzi od początkowych liter trzech wysp wchodzących w skład tej prowincji: Pentecost, Ambae i Maewo. Prowincję o powierzchni 1,2 tys. km² zamieszkiwało w 2009 30,8 tys. osób. Stolicą prowincji jest Longana na wyspie Ambae.